# Itygran

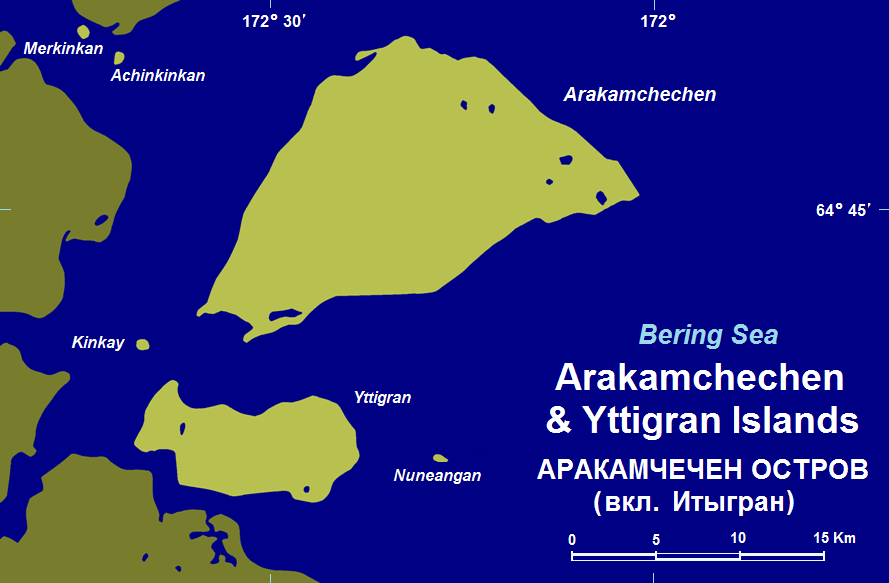
Arakamtsjetsjen en Itygran (linksonder)

Itygran (Russisch: Итыгран; van Tsjoektsjisch: Эт(т)ыгран; Et(t)gyran; "halfwegwoningen", Joepiks: Sikloek; van sikloegak - "vleesgat"), ook Ittygran (Иттыгран) of Yttygran (Ыттыгран), is een Russisch eiland voor de oostkust van het Tsjoektsjenschiereiland in de Beringzee. Het vormt onderdeel van het district Providenski van de autonome okroeg Tsjoekotka. Het eiland is populair bij ecotoeristen om haar wild en de zogenoemde 'Walvislaan'.
Het eiland is reeds lange tijd onbewoond en ook in het verleden hebben er nooit veel mensen gewoond. Tot 1950 lag bij de Walvislaan het dorp Sikmok (ook Sikljoek), waar maximaal 50 mensen woonden.

## Geografie
Arakamtsjen ligt op ongeveer 25 kilometer ten noordwesten van Kaap Tsjaplino. Het wordt aan de zuidzijde door de ongeveer 2 kilometer brede Straat Tsjetsjengkoejym en aan de westzijde door de ongeveer 6 kilometer brede Straat Senjavin gescheiden van het Tsjoektsjenschiereiland en aan de noordzijde door de ongeveer 3,8 kilometer brede Straat Jyergyn van het grotere eiland Arakamtsjetsjen. Aan de noordwestzijde ligt het eilandje Kynkaj (Кынкай) en aan de oostzijde ligt het eilandje Noeneangan (Нунэанган), waarop een vuurtoren staat.
Het eiland meet ongeveer 13,5 bij 6 kilometer en heeft een oppervlakte van ongeveer 17 km². Het is een bergachtig eiland, dat wordt gedomineerd door de centrale bergtop Itygran (545 meter). Het westelijkste bergachtige deel wordt door een moerassig gebied met een meertje gescheiden van de rest van het eiland. De noordwestelijke kaap heet Skalisty ("rotsachtig") en de zuidwestelijke kaap Amjan. Aan de zuidoostzijde van het eiland bevindt zich ook een moerassig gebied met het meertje Kamalikach in het zuiden, nabij de kust. Ten zuidwesten van dit meertje ligt de Toegakbocht en ten zuidoosten Kaap Engeljoekan (Postels), de zuidoostelijkste kaap van het eiland. Ongeveer direct ten noorden van deze kaap ligt aan de noordzijde van de kust Kaap Konovak, waar zich aan de westzijde de jachthut Sekljoek bevindt. De noordwestelijke en zuidwestelijke kaap van het oostelijk deel van het eiland heten respectievelijk Toepoj ("stomp") en Ostry ("scherp").
Op de rotsige kapen van het eiland nestelen vogelkolonies met ongeveer 10.000 paren. De belangrijkste nestelende vogelsoorten van het eiland zijn de pelagische aalscholver, zilvermeeuw, drieteenmeeuw, zeekoet, duifzeekoet, gehoornde papegaaiduiker en kuifpapegaaiduiker. In de wateren rondom Itygran en Arakamtsjetsjen komen witte dolfijnen voor.

## Walvislaan
Op de noordelijke kust van het eiland bevindt zich nabij de jachthut de "walvislaan" (Китовая аллея; Kitovaja alleja; van Joepiks: Sikljoek/Sekljoek); een oud Eskimo-bouwsel gemaakt van parallel geplaatste deels ingegraven schedels (50 à 60) en kaakbenen (ongeveer 30) van Groenlandse walvissen en een aantal stenen die zich uitstrekken over ruim 500 meter langs de kust. Daarachter en rondom een centraal heiligdom bevinden zich ongeveer 150 vleesopslaggaten (de grootsten rondom het heiligdom). Een stenen pad leidt deels rondom de plek van het zuiden naar het noorden. De resten dateren volgens onderzoekers S.A. Aroetjoenov, I.I. Kroepnik en M.A. Tsjlenov, die de structuur in 1977 blootlegden, uit de Late Punukcultuur. De Punukcultuur (naar de eilandengroep bij het eiland St. Lawrence) wordt geschat op ca. 600 tot 1200, maar deze resten dateren volgens de onderzoekers uit de 14e tot 16e eeuw, zij het dat ze in hun onderzoek de mogelijkheid openhouden dat ze ook ouder kunnen zijn.
De functie is onbekend en er is geen enkele verwijzing in het Joepiks of Tsjoektsjisch gevonden die met de constructie in verband kan worden gebracht. Onderzoekers denken dat het een centraal heiligdom kan zijn geweest van de Tsjoekotse dorpen langs de kust van de Straat Senjavin. Mogelijk was het een heiligdom voor inwijdingsrituelen en werden er sportwedstrijden gehouden. Volgens de lokale Joepiken was het echter een verzamelpunt voor het flensen, slachten en het opslaan van walvisvlees. Dit wordt ondersteund door het feit dat de Joepiknaam voor het eiland verwijst naar het woord voor "vleesgat". Ook ligt de plek bij een belangrijke migratieroute voor Groenlandse walvissen en gedacht wordt dan ook dat de plek enerzijds werd gekozen vanwege de eenvoud van het doden en slachten van walvissen aldaar en anderzijds omdat het een plek was waar mensen samen konden komen om er op neutrale grond te handelen als een soort voorloper van de markten die ontstonden in de tijd van de tochten van de zemleprochodtsy. Er is geen bewijs dat een soortgelijk heiligdom bestaat in een ander deel van de gebieden waar de Eskimo's woonden. Wel zijn we plekken langs de Tsjoekotse kust waar walviskopmotieven te zien zijn, zoals in Nychsirak en Masik rond de noordelijker gelegen Metsjigmenbaai.

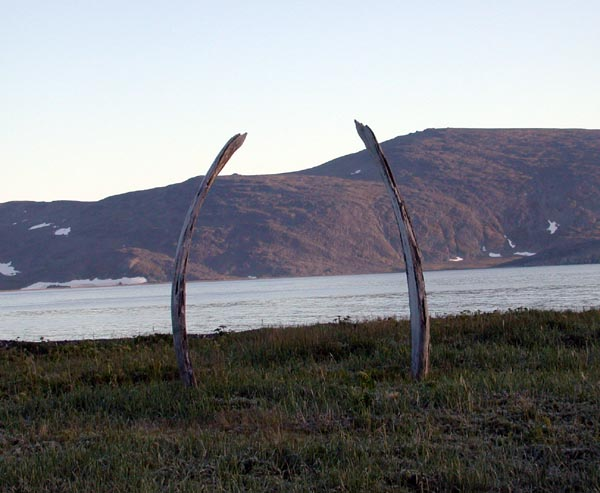
Walviskaakbenen in de Walvislaan
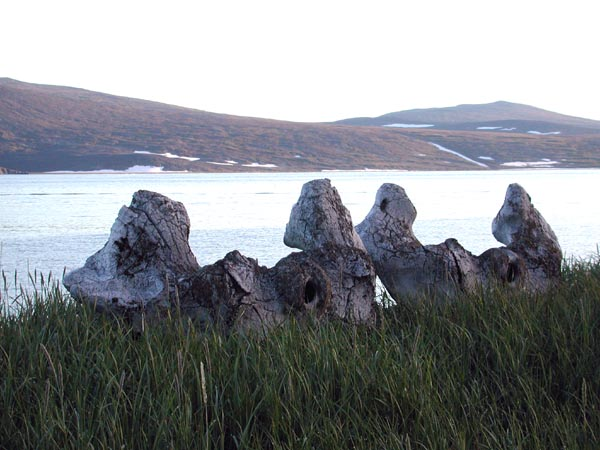
Walvisbotten
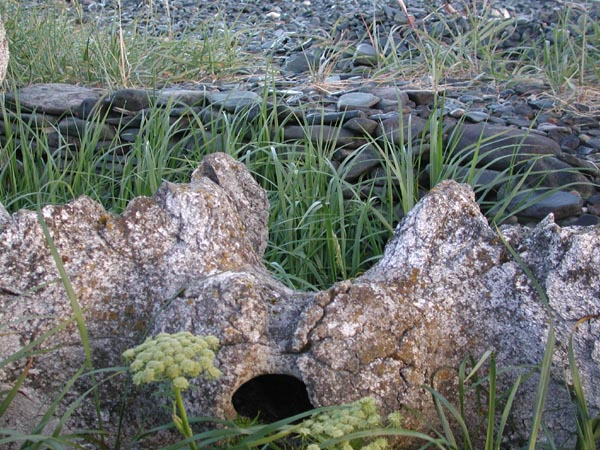
Oud vleesopslaggat